# Inessa
Inessa est une cité antique de Sicile.
Forteresse naturellement protégée au nord-ouest du Mont Etna, à l'est de Centuripe, à quelques dizaines de kilomètres de Paternò, et à 80 stades (14 km) de Catane, Inessa n'est pas localisée avec certitude. Elle aurait été située entre Paternò et Santa Maria di Licodia. 
En -461, Doukétios, chef des Sicules, soutenu par les Syracusains attaque Catane, l'Aetna refondée par Hiéron, et contraint les colons vaincus à se retirer à Inessa qui prend le nom d'Aetna,.
Vers 451 av. J.-C., Doukétios soumet Inessa, probablement pour isoler Hybla, qui refuse toute alliance avec la confédération sikèle.
En -427, « les Athéniens de Sicile aidés de leurs alliés grecs et des Sicules, qui s'étaient révoltés et joints à eux pour secouer la domination brutale des Syracusains, attaquèrent ensemble la place d'Inessa. Les Syracusains en occupaient la citadelle ; mais n'ayant pu s'en emparer les assaillants se retirèrent. Au moment où s'effectuait leur retraite, les Syracusains de la citadelle firent une sortie et attaquèrent les alliés formant l'arrière-garde de l'armée athénienne. Assaillis à l'improviste, ceux-ci lâchèrent pied et perdirent beaucoup de monde. ». À cette époque, il semble que l'acropole, fortifié aux mains des Syracusains, était séparé de la zone habitée, qui est toujours resté occupée essentiellement par les Sicules.
Plus tard, après avoir fait tomber la cité sicule de Centuripe, les Athéniens incendièrent les blés d'Inessa et d'Hybla.
Selon Strabon, la cité « est le repos et le point de départ des voyageurs qui font l'ascension du volcan ».